# Лоренсо Фернандес
Лоренсо Фернандес (ісп. Lorenzo Fernández, 20 травня 1900, Монтевідео — 16 листопада 1973, Монтевідео) — уругвайський футболіст, що грав на позиції півзахисника.
Виступав, зокрема, за «Пеньяроль», з яким став чотириразовим чемпіоном Уругваю, а також національну збірну Уругваю. У складі збірної — олімпійський чемпіон, чемпіон світу та дворазовий володар чемпіонату Південної Америки.

## Клубна кар'єра
Виступав за кілька уругвайських клубів, але найбільших результатів досяг виступаючи за «Пеньяроль», до складу якого приєднався 1928 року. Лоренсо відіграв за команду з Монтевідео наступні вісім сезонів своєї ігрової кар'єри і у 1928, 1929, 1932 та 1935 роках ставав чемпіоном Уругваю.

## Виступи за збірну
1925 року дебютував в офіційних матчах у складі національної збірної Уругваю, а вже наступного року виграв з командою чемпіонату Південної Америки 1926 року у Чилі, а на наступний рік став срібним призером чемпіонату Південної Америки 1927 року у Перу.
Згодом у складі збірної поїхав на футбольний турнір Олімпійських ігор 1928 року в Амстердамі, здобувши того року титул олімпійського чемпіона. Оскільки в той час ще не існувало чемпіонату світу з футболу, то саме на Олімпійських іграх визначалася найсильніша збірна світу. Цей тріумф в тому числі призвів до того, що історичний перший чемпіонат світу 1930 року пройшов саме в Уругваї. Там уругвайці разом з Фернандесом також здобули золоті нагороди, підтвердивши статус найсильнішої збірної світу тих років, а сам Лоренсо зіграв у всіх чотирьох іграх «мундіалю».
На континентальному ж рівні після не дуже вдалого чемпіонату Південної Америки 1929 року в Аргентині, на якому команда здобула бронзові нагороди, команда повернула собі золото на наступному чемпіонаті Південної Америки 1935 року у Перу, здобувши того року титул континентального чемпіона. Цей турнір став останнім великим трофеєм в кар'єрі Фернандеса.
Всього протягом кар'єри у національній команді, яка тривала 11 років, провів у її формі 31 матч, забивши 4 голи.

## Подальші роки
По завершенні ігрової кар'єри Лоренсо Фернандес у 1941–1942 роках тренував «Пеньяроль», а потім очолював «Ліверпуль» з Монтевідео.
Помер 16 листопада 1973 року на 74-му році життя у місті Монтевідео.

## Титули і досягнення
- Чемпіон Уругваю (4):

«Пеньяроль»: 1928, 1929, 1932, 1935
- Чемпіон світу (1):

Уругвай: 1930
- Олімпійський чемпіон (1):

Уругвай: 1928
- Чемпіон Південної Америки (2):

Уругвай: 1926, 1935
- Срібний призер Чемпіонату Південної Америки: 1927
- Бронзовий призер Чемпіонату Південної Америки: 1929
- Володар Кубка Ліптона (2):

Уругвай: 1927, 1929
- Володар Кубка Ньютона (2):

Уругвай: 1927, 1930